# Huis van Kikin

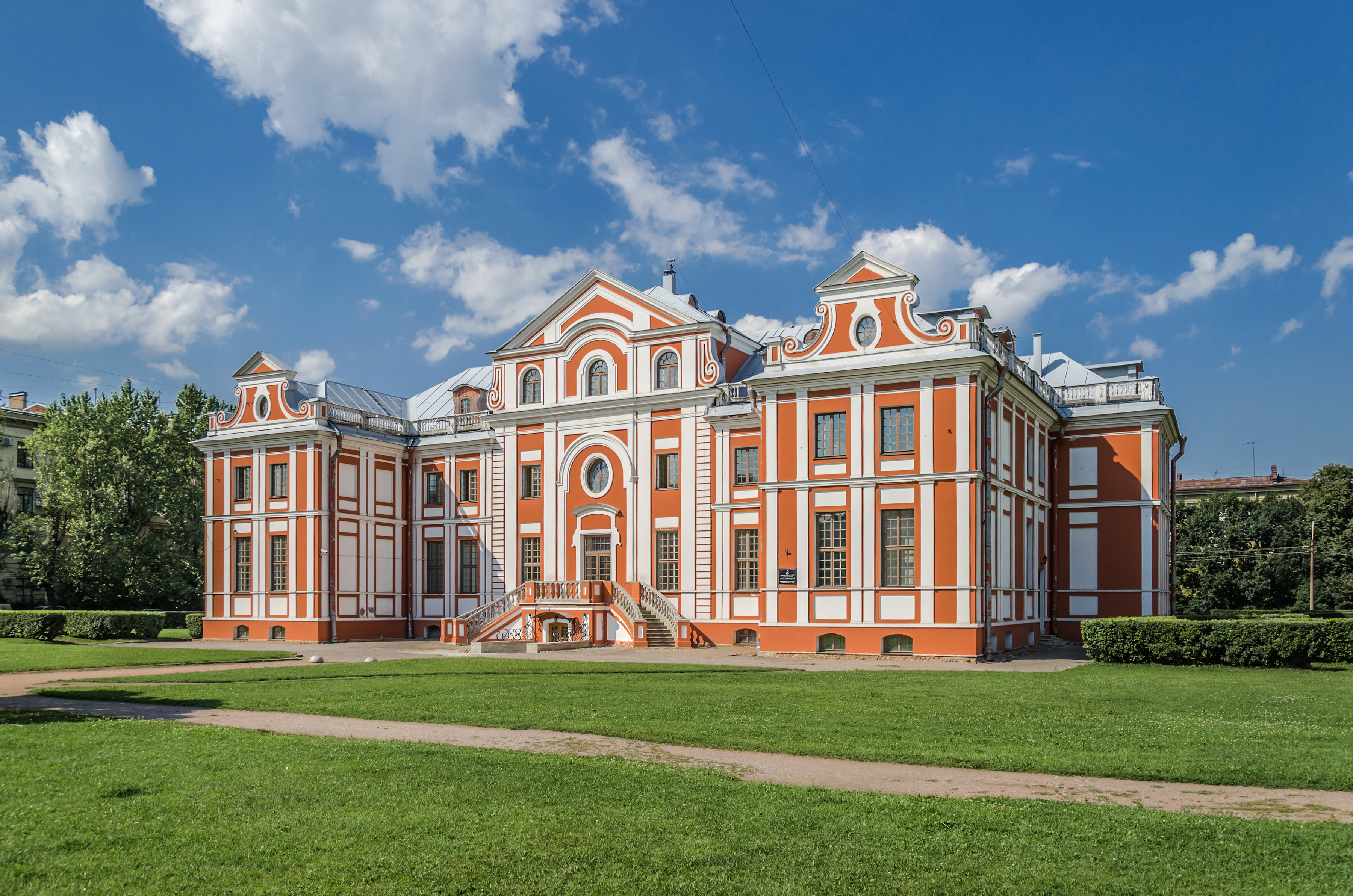
Het Huis van Kikin in 2012.

Het Huis van Kikin (Russisch: Кикины палаты, Kikiny palaty) is een van de oudste gebouwen in Sint-Petersburg, Rusland. De kleine residentie werd in opdracht van Aleksandr Kikin in 1714 gebouwd. De naam van de architect is onbekend, maar de grote overeenkomsten met het oude paleis Peterhof, suggereert een toeschrijving aan Andreas Schlüter.
Het paleis was onvolledig ten tijde van Kikins executie in 1718. Het gebouw werd in beslag genomen door de kroon en de koninklijke bibliotheek en het rariteitenkabinet van de Russische Academie van Wetenschappen (later overgedragen aan de Kunstkamera) werd er gehuisvest. De oorspronkelijke twee verdiepingen tellende woning werd uitgebreid en de derde verdieping werd toegevoegd rond 1720.
Na 1733 werd het gebouw in gebruik genomen als kantoor en ziekenhuis van de bereden garde. Het werd volledig gerenoveerd in 1829 en het barokke interieur werd verwijderd. Het vervallen gebouw werd verder beschadigd door vliegtuigbommen tijdens de Tweede Wereldoorlog.
De gemeenteraad van Sint-Petersburg besloot tot een restauratie. Deze werd uitgevoerd van 1952 en 1956 onder architect Irina Benoit-Osipov, die het gebouw liet herstellen tot de huidige barokke verschijning. Het Huis van Kikin huisvest momenteel een muzieklyceum.